# Melek
Melek (Hongaars: Mellek) is een Slowaakse gemeente in de regio Nitra, en maakt deel uit van het district Nitra.
Melek telt 452 inwoners.